# Peyk-i Şevket
Peyk-i Şevket, później Peyk – turecki krążownik torpedowy z początku XX wieku, główny okręt typu Peyk. Służył w marynarce Imperium Osmańskiego od 1907 roku, a następnie po modernizacji, pod nazwą TGC „Peyk” w marynarce Republiki Turcji od 1925 do 1944 roku. Brał udział w I wojnie światowej.
Zbudowany został w niemieckiej stoczni Krupp Germania w Kilonii, wodowany w 1906 roku. Wyporność po zbudowaniu wynosiła 775 ton. Główne uzbrojenie stanowiły początkowo dwie armaty kalibru 105 mm i sześć kalibru 57 mm oraz trzy wyrzutnie torped kalibru 450 mm.

## Budowa
Wraz z bliźniaczym „Berk-i Satvet”, okręt został zamówiony dla floty Imperium Osmańskiego w niemieckiej stoczni Krupp Germania w Kolonii 18 stycznia 1903 roku (numer stoczniowy 126). Klasyfikowane były jako krążowniki torpedowe (tur. torpido-kruvazör), aczkolwiek w literaturze są często określane jako kanonierki torpedowe. Stępkę pod budowę „Peyk-i Şevket” położono w lutym 1906 roku, kadłub wodowano jako pierwszy z pary 15 listopada tego roku. Nazwa „Peyk-i Şevket” oznaczała Wielki Posłaniec.
Okręty miały charakterystyczną sylwetkę, z taranową dziobnicą, podniesionym pokładem dziobowym ciągnącym się na ponad 1/3 kadłuba, a dalej z podwyższonym nadburciem, i dwoma szeroko rozstawionymi kominami. Wyporność (niesprecyzowana) wynosiła początkowo 775 ton, a po modernizacji 850 ton. Długość między pionami wynosiła 80 m, a szerokość 8,4 m. Napęd stanowiły dwie pionowe maszyny parowe potrójnego rozprężania, o łącznej mocy indykowanej 5100 KM, napędzające 2 śruby. Parę dostarczały cztery kotły wodnorurkowe Schulza. Na próbach okręty rozwijały prędkość do 22 węzłów, w 1915 roku prędkość spadła do 18 węzłów.
Początkowe uzbrojenie stanowiły dwa działa kalibru 105 mm Krupp o długości lufy L/40 (40 kalibrów) umieszczone w maskach przeciwodłamkowych na pokładzie dziobowym i rufowym oraz sześć dział kalibru 57 mm Krupp L/40, rozmieszczone po trzy na burtach. Zapas amunicji kalibru 105 mm wynosił 691 pocisków, zaś 57 mm - 1800 pocisków. Uzbrojenie uzupełniały dwa działka 37 mm Krupp i dwa karabiny maszynowe Hotchkiss. Uzbrojenie torpedowe składało się z jednej stałej nadwodnej wyrzutni torped 450 mm w stewie dziobowej i dwóch obrotowych wyrzutni 450 mm na pokładzie, umieszczonych po jednej na burcie.
W latach 1936–1938 okręty przeszły modernizację w Turcji, która zmieniła i unowocześniła sylwetkę okrętów. Zastosowano konwencjonalny dziób, o prostej lekko wychylonej dziobnicy; zmieniono także kształt rufy. Po modernizacji uzbrojenie stanowiły dwa działa kalibru 88 mm Krupp L/40 na pokładzie dziobowym i rufowym, cztery działka kalibru 37 mm Krupp i dwie wyrzutnie torped (inne dane co do artylerii: dwa działa 88 mm L/45 i cztery działa 57 mm). Zdemontowano przy tym mało użyteczną stałą dziobową wyrzutnię torped.

## Służba
13 listopada 1907 roku oba okręty przybyły do Stambułu z Kolonii i w tym miesiącu zostały wcielone do służby.
Od 1908 do 1911 dowódcą „Peyk-i Şevket” był Hüseyin Rauf. W maju 1909 roku wraz z okrętem bliźniaczym wziął udział w pierwszych od ponad dwudziestu lat manewrach floty na Morzu Marmara. W chwili wybuchu wojny włosko-tureckiej we wrześniu 1911 roku okręt bazował na Morzu Czerwonym. Na początku października doszło do jego starcia z włoskimi silniej uzbrojonymi okrętami: krążownikiem torpedowym „Aretusa” i kanonierką „Volturno”. Turecki okręt zdołał ujść i schronił się w porcie w Hudajdzie, który następnie Włosi ostrzelali. „Peyk-i Şevket” został następnie internowany w Suezie, gdyż władze Egiptu, formalnie pozostającego pod zwierzchnictwem Imperium Osmańskiego, ogłosiły neutralność, trwającą aż do zakończenia działań w wojnie bałkańskiej. Został zwolniony dopiero w czerwcu 1913 roku, wraz z kanonierkami „Taşköprü”, „Malatya”, „Yozgat” i „Beyrut”, po zakończeniu działań wojennych.
„Peyk-i Şevket” brał następnie udział w działaniach I wojny światowej. Między innymi, 5 grudnia 1914 roku osłaniał na Morzu Czarnym transporty z wojskiem ze Stambułu do Rize. 6 sierpnia 1915 roku o godzinie 15 został wyśledzony koło Silivri na Morzu Marmara przez dwa brytyjskie okręty podwodne E11 i E14, po czym zatopiony na płyciźnie torpedą przez E11 (zginęło 4 członków załogi). Już 8 sierpnia został podniesiony z dna i 9 sierpnia dokowany w Stambule. Powrócił do służby po remoncie w 1917 roku. 30 października 1918 roku został wycofany ze służby i odstawiony w Stambule.
Po utworzeniu świeckiej Republiki Turcji, w 1924 roku okręt został przemianowany na „Peyk”. W latach 1925–1927 został wyremontowany przez T.C. Gölcük Tersane w Gölcük, po czym ponownie wcielony do służby w 1927 roku.
W latach 1936–1938 okręt przeszedł modernizację w T.C. Gölcük Tersane. Po modernizacji uzbrojenie stanowiły 2 działa kalibru 88 mm Krupp o długości lufy L/40 na pokładzie dziobowym i rufowym, 4 działka kalibru 37 mm Krupp i 2 wyrzutnie torped.
Podczas II wojny światowej Turcja była neutralna i okręt nie uczestniczył w walkach. Został wycofany ze służby w 1944 roku i odstawiony w Izmicie, po czym złomowany w latach 1953–1954 w Gölcük.